# Sirajuddin Haqqani
Sirajuddin Haqqani (in arabo سراج الدين حقاني‎?   alias Khalifa e Siraj Haqqani; Khyber Pakhtunkhwa, dicembre 1979) è un militare e politico afghano che, come vice leader dei talebani, aveva precedentemente supervisionato il combattimento armato contro le forze americane e della coalizione, secondo quanto riferito da una base nel nord Waziristan in Pakistan.
Sirajuddin è il leader della rete Haqqani, una fazione talebana, erede del clan Haqqani. Attualmente ricopre il ruolo vice del comandante supremo dei talebani, Mawlawi Hibatullah Akhundzada. Tuttavia, il 7 maggio 2020 il figlio del defunto fondatore talebano Mohammad Omar, il mullah Mohammad Yaqoob, fu nominato della commissione militare talebana, rendendolo così il nuovo capo militare degli insorti.
Dal 7 settembre 2021, Haqqani è Ministro degli Interni dell'Afghanistan.

## Nome

### Sirajuddin e Siraj
In arabo il nome Sirajuddin, si scrive, سراج الدين‎ . Tradotto in urdu, ha il significato di "luce della religione". Il nome Siraj, invece, tradotto in caratteri arabi è, سِرَاج‎  Anche questo nome ha il significato di un oggetto che produce luce o e la luce stessa, cioè un cresset, una lampada, una candela, o ancora, "luce", e di conseguenza, il nome Siraj è un nome coranico, in quanto, nel Corano, è usato quattro volte,  parola usata anche per descrivere il profeta Maometto.

### Haqqani
La conversione araba di Haqqani è حقانی‎  Il che significa qualcosa o qualcuno, semplicemente, leale e imparziale.

## Primi anni di vita
Ha trascorso la sua infanzia a Miranshah, nel nord Waziristan, frequentando la scuola coranica, Darul Uloom Haqqania nei pressi di Peshawar, nella provincia pachistana del Khyber Pakhtunkhwa.

## Vita familiare
Sirajuddin Haqqani è figlio di Jalaluddin Haqqani, noto mujaheddin e capo militare delle forze filo-talebane in Afghanistan e in Pakistan. Suo fratello minore Mohammad Haqqani, anche lui membro della rete, è stato ucciso da un attacco di droni il 18 febbraio 2010. L'attacco venne condotto dagli americani sul villaggio di Dande Darpakhel nel nord Waziristan.

## Attività

### Hotel Serena
Haqqani ha ammesso di aver pianificato l'attacco del 14 gennaio 2008 contro il Serena Hotel di Kabul in cui sono morte sei persone, incluso lo statunitense Thor David Hesla.

### Tentato omicidio
Haqqani ha confessato la sua organizzazione e direzione della pianificazione di un tentativo di assassinare Hamid Karzai, previsto per aprile 2008.

### Scuola elementare
Le sue forze sono state accusate dalle forze della coalizione di aver compiuto l'attentato di fine dicembre 2008 a Kabul, in Afghanistan, in una caserma afgana vicino a una scuola elementare che ha ucciso diversi scolari, un soldato e una guardia. Nessun personale della coalizione è stato colpito.

### Giornalista in ostaggio
Nel novembre 2008 il giornalista del New York Times David S. Rohde è stato rapito in Afghanistan. Si ritiene che i suoi primi rapitori fossero interessati esclusivamente ad un riscatto. Si dice che Sirajuddin Haqqani sia stato l'ultimo rapitore di Rohde prima della sua fuga.

### Droni
Diversi rapporti hanno indicato che Haqqani venne preso di mira in un massiccio attacco di droni statunitensi il 2 febbraio 2010, ma che non era presente nell'area interessata dall'attacco.
Nel marzo 2010, Haqqani è stato descritto come uno dei leader della "Quetta Shura dei talebani".
Il vice di Sirajuddin Haqqani, Sangeen Zadran, venne ucciso da un attacco di droni statunitensi il 5 settembre 2013.

## Comunicazioni
Sirajuddin Haqqani è anche l'autore di un articolo d'opinione intitolato "What We, the Taliban, Want", ("Quello che noi Talebani vogliamo") apparso sul New York Times il 20 febbraio 2020.

## Ricompensa per la cattura
Il programma Rewards for Justice del governo degli Stati Uniti offre fino a 10 milioni di dollari di ricompensa per informazioni che portassero alla cattura di Sirajuddin Haqqani.

## Segnalata infezione da COVID-19
Il 31 maggio 2020, l'esperto talebano britannico Antonio Guistozzi ha dichiarato a Foreign Policy che Sirajuddin Haqqani era stato infettato dal COVID-19. Questa infezione ha anche comportato l'assenza di Sirajuddin dal mix di leadership del gruppo.

## Scritti
Nel 2010 ha pubblicato un libro di 144 pagine in lingua pashtu, un manuale di addestramento intitolato, Lezioni militari a beneficio dei mujāhidīn, dove appare più radicale dei talebani in quanto mostra influenze da al Qaida, sostenendo la decapitazione e gli attentati suicidi, prendendo di mira l'Occidente, chiedendo ai musulmani di "mischiarsi, radersi, indossare abiti occidentali, essere pazienti".